# NGC 5788
NGC 5788 este o galaxie spirală situată în constelația Boarul. A fost descoperită în 21 aprilie 1887 de către Lewis A. Swift.